# 荒山亮
簡世亮（1968年9月6日—），藝名荒山亮，臺灣歌手、詞曲作家、音樂製作人，動脈音樂文化傳播有限公司、火箭八八音樂股份有限公司負責人。長期參與音樂後製工作，2000年以後以製作布袋戲音樂及演唱主角人物歌曲竄紅，其作品多收錄於布袋戲原聲帶中。自2005年起，發有個人錄音室專輯。2012年天荒地老專輯入圍第23屆金曲獎最佳台語專輯獎，並於2012年6月23日獲得最佳台語男歌手獎。其演唱的布袋戲歌曲代表作品有〈英雄無名〉、〈煙消雲散〉、〈與我爭鋒〉，以及在第八屆世界運動會開幕式所演唱的〈寰宇傳說〉。2015年，荒山亮出席楊可涵的追思會，獻唱《含笑食堂》片尾曲《趁我還會記》，承認未能幫她寫歌而感到自責。

## 生平
荒山亮自中學時代（高中就讀國立埔里高中，現為國立暨大附中）即參與樂團，於民歌西餐廳演唱。而後遠赴美國，於休士頓大學完成學業之後曾任職於凱悅飯店、西華飯店。
在竄紅之前，荒山亮已於美國投身卡通、電影配樂製作多年。1990年代末，臺灣知名的布袋戲企業霹靂國際多媒體正籌製布袋戲電影《聖石傳說》，荒山亮受邀參與製作該片的配樂，開啟了荒山亮的布袋戲音樂製作生涯。
隨著臺灣布袋戲文化的日益精進，配合成功的商業行銷，布袋戲配樂也發行唱片。於幕後獻聲演唱諸多布袋戲主題曲的荒山亮，逐漸成為布袋戲迷所熟悉的幕後歌手。
2012年5月15日《天荒地老》專輯曾入圍第23屆金曲獎─『最佳台語男歌手獎』『最佳台語專輯獎』，並於2012年6月23日獲得『最佳台語男歌手獎』。

## 音樂作品

### 國語專輯
- 2005年 《無情的坦白》
- 2007年 《復活》

### 台語專輯
- 2011年 《天荒地老》
- 2013年 《荒山亮2013》
- 2013年 《趁我還會記》
- 2015年 《為你活下去》
- 2017年 《人生留聲機 戲劇主題曲精選2》
- 2020年 《等待好天》

### 單曲
- 2017年 張三李四＋荒山亮＋黃子軒＋達卡鬧《混久都是朋友》
- 2017年 曾宇辰＋荒山亮《讓愛無限存在》
- 2018年 荒山亮《幾分苦幾分甜》
- 2018年 荒山亮《真我》
- 2019年 荒山亮《Baby Come Back To Me》
- 2019年 荒山亮＋林喬安《做陣去飛》
- 2019年 荒山亮《握手言歡》
- 2020年 荒山亮《姊啊》
- 2021年 荒山亮《守護》
- 2021年 荒山亮《不同的功課》
- 2022年 陳子鴻＋荒山亮《來來去去》
- 2022年 荒山亮《很久以後》
- 2022年 荒山亮《牛車來去》
- 2023年 荒山亮《天道》
- 2024年 熊美玲＋荒山亮《真心疼命命》
- 2024年 Fi-Ne'(粉內)＋荒山亮《Running(煙茫茫Remix)》
- 2024年 荒山亮《想起你》
- 2024年 荒山亮《聽槍聲》

### 合輯
- 2015年 《台灣美樂地》
- 2015年 《台語新浪潮》

### 原聲帶
- 2016年《阿不拉的三個女人數位電視原聲帶》
- 2017年《外鄉女數位電視原聲帶》

## 獎項紀錄
| 年份   | 屆次                                | 作品           | 獎項               | 入圍           | 結果 |
| ------ | ----------------------------------- | -------------- | ------------------ | -------------- | ---- |
| 2012年 | 第23屆金曲獎                        | 《天荒地老》   | 最佳台語專輯獎     | 《天荒地老》   | 提名 |
| 2012年 | 第23屆金曲獎                        | 《天荒地老》   | 最佳台語男歌手獎   | 《天荒地老》   | 獲獎 |
| 2014年 | 第25屆金曲獎                        | 《趁我還會記》 | 最佳台語專輯獎     | 《趁我還會記》 | 提名 |
| 2014年 | 第25屆金曲獎                        | 《趁我還會記》 | 最佳台語男歌手獎   | 《趁我還會記》 | 提名 |
| 2016年 | 第27屆金曲獎                        | 《台語新浪潮》 | 最佳台語專輯獎     | 《台語新浪潮》 | 提名 |
| 2016年 | 第27屆金曲獎                        | 《為你活下去》 | 最佳台語男歌手獎   | 《為你活下去》 | 提名 |
| 2018年 | 第29屆金曲獎                        | 《人生留聲機》 | 最佳台語男歌手獎   | 《人生留聲機》 | 提名 |
| 2021年 | Long Story Short Film Festival 2021 | 《薑茶的滋味》 | 最佳男主角獎       | 《薑茶的滋味》 | 獲獎 |
| 2021年 | French Riviera Film Festival 2021   | 《薑茶的滋味》 | 最佳男演員獎       | 《薑茶的滋味》 | 獲獎 |
| 2021年 | 第1屆 PlayMusic Awards              | 《等待好天》   | 年度臺語音樂專輯獎 | 《等待好天》   | 獲獎 |
| 2021年 | 第32屆金曲獎                        | 《等待好天》   | 最佳台語男歌手獎   | 《等待好天》   | 提名 |
| 2021年 | 第56屆金鐘獎                        | 《台灣好滋味》 | 生活風格節目獎     | 《台灣好滋味》 | 提名 |
| 2022年 | 第27屆亞洲電視大獎                  | 〈很久以後〉   | 最佳主題歌曲       | 〈很久以後〉   | 提名 |
| 2023年 | 第58屆金鐘獎                        | 《牛車來去》   | 戲劇原創歌曲獎     | 牛車來去       | 提名 |

## 電影
- 2014年 《鐵獅玉玲瓏》飾 陳父
- 2020年 《薑茶的滋味》飾 志偉

## 戲劇
- 2011年 公視 《公視學生劇展 背影》 飾 劉老師
- 2013年 中視 《借用一下你的愛》 飾 平安父
- 2014年 三立台灣台 《世間情》 飾 荒山亮老師
- 2015年 華視 《愛你沒條件》 飾 荒山亮評審
- 2015年 台視／三立都會台  《他看她的第2眼》飾 大飛哥
- 2015年 八大綜合台／愛奇藝  《High 5 制霸青春》飾 周佳峰的爸爸 周開
- 2016、2017年 躍演劇團 VMTheatre Company  《《釧兒》音樂劇音樂會》飾 天來
- 2020年 大愛電視台 《大林學校》飾 趙先生
- 2023年 公視 《牛車來去》飾 牛頭

## 主持
- 2017年 年代MUCH台 台灣金曲傳奇
- 2018年 跟著大叔唱遊去 與張克帆共同主持
- 2019年 華視 台灣好味道
- 2022年 跟著大叔唱遊去2 與張庭瑚共同主持
- 2022年 華視 公視台語台 咱的城 咱的市 咱台灣的味

## 霹靂布袋戲演唱歌曲
| - 『一笑天下』 - 『少年遊』 - 『君子劍』 - 『再戰英雄路』 - 『邊城好漢』 - 『千里火』 - 『癡情難忘』 - 『崩天裂地』 - 『轟掣天下』 - 『天蒼蒼 - 『英雄的代價』 - 『江湖何在』 | - 『轟動武林』 - 『風雲行』 - 『無心劍』 - 『江湖戲子』 - 『艷涼曲』 - 『百夫軍歌』 - 『天下無疆』 - 『多情命』 | - 『聖魔戰印』 - 『梟雄天下』 - 『西湖戀』 - 『情義』 - 『行』 - 『我愛妳，再會』 - 『絕代神龍』 - 『寰宇傳說』 | - 『英雄路』 - 『神州風雲』 - 『相伴』 - 『太極玄』 - 『與我爭鋒』 - 『天涯朝暮』 - 『夢醒江湖』 - 『煙茫茫』 | - 『買醉的人』 - 『舊人難忘』 - 『迷霧闇城』 - 『煙消雲散』 - 『愛你的是我』 - 『蕭瑟風雨』 - 『英雄無名』 |

## 外部連結
- Ric 荒山亮 | Facebook （页面存档备份，存于）
- Ric荒山亮 Instagram
- 荒山亮在香港影庫上的簡介